# 木戸修
木戸 修（きど おさむ、1950年2月2日 - 2023年12月11日）は、日本の男性プロレスラー。血液型A型。神奈川県川崎市出身。「いぶし銀」のプロレスラーと呼ばれた。長女にプロゴルファーの木戸愛がいる。

## 経歴
1968年10月、日本プロレスに入門し（入門の経緯は後述。）、1969年2月にプロレスデビュー。ユセフ・トルコの付き人を務める。アントニオ猪木が日本プロレスを除名された翌日である1971年12月14日に、藤波辰巳共々日本プロレスを退団し、1972年3月に新日本プロレスの旗揚げに参加し藤波と共に西ドイツ遠征に出る。その後、アメリカの「カール・ゴッチ道場」の門を叩き、ゴッチから直接レスリングの技術を学んだ。ゴッチは木戸のことを「息子」或いは「私の領域に一番近付いた男だね」と評している。
しかし、帰国後の新日本で木戸は地味なファイトスタイルや寡黙な性格が災いして前座試合の出場がメインとなり、デビュー当初はライバルと目されていた藤波とは差がついてしまった。
1984年の9月から第1次UWFに参加すると徐々に評価が高まり、木戸の職人肌のグラウンド・テクニックは「いぶし銀」と呼ばれるようになった。1985年に行なわれたUWF内の格闘技ロード公式リーグ戦では優勝する。
1985年12月に第1次UWFの崩壊に伴い新日本へ復帰すると、木戸もキド・クラッチや脇固めを駆使して活躍するようになる。1986年8月、前田日明とのタッグでIWGPタッグ王座を獲得した。
大技の攻防が日常化していく1990年代以後の新日本の中で一人、地味ながら切れ味鋭いレスリングスタイルを貫いた木戸は、「新日本の良心」として特に札幌地区での人気はすさまじいものがあった。木戸と札幌とは特に縁があるわけではないが、新日本の札幌大会は藤原喜明のテロリスト事件（藤原の項を参照。）に代表されるハプニングが頻発し、しっかりとした試合が提供されないことが多かったためである。
新日本の札幌大会では会場中に応援ののぼりが立ち、札幌の後援者から贈られたハッピを着た木戸が登場すると大歓声が沸きあがった。木戸もその後押しに答え、佐々木健介をキド・クラッチで下した実績がある。
専門誌はその現象を「木戸の異常人気」として伝え、後に木戸も「札幌男」と呼ばれるようになり、札幌ドームのこけら落としでの大会では全選手代表としてオープニングの挨拶まで行なった。
木戸の存在が改めてクローズアップされたのが1990年2月10日、東京ドームでの全日本プロレスとの対抗戦で木村健悟と組んでジャンボ鶴田・谷津嘉章組と闘い、鶴田を相手に渡り合った試合であり、1992年から始まった天龍源一郎率いるWARとの対抗戦においてであった。木戸も、天龍のパワー、打たれ強さに多くの実力者がシングルマッチで敗れるなど苦戦する中で関節技を主体とする木戸の存在が切り札としてクローズアップされる。
そしてWAR勢との5対5のタッグマッチに出場した木戸は脇固めやアキレス腱固めといった関節技で相手を苦しめ、天龍の右腕を破壊した。試合終了までほぼ行動不能に追い込む活躍を見せ、新日本勢の勝利に大きく貢献した。
2001年11月2日、横浜文化体育館で木戸の引退記念興行が行われ長州力とタッグを組み藤波・木村組と対戦。一旦は現役を引退した。この興行には関東各地の後援者のほか遠く札幌からも応援隊が駆けつけ、試合後の木戸の引退セレモニーではゴッチからのメッセージが代読されるなどした。木戸の姉や愛娘2人がリングで花束を渡すセレモニーも続き、控室での木戸のインタビューでは盛んに「家族」という言葉が発せられ、家族思いの優しい人柄が改めて確認できるものであった。
2005年9月11日、ビッグマウス所属選手としてビッグマウス・ラウドで復帰。2007年11月、ハッスルのハッスル軍コーチを務め、どハッスル!!（テレビ東京）に登場した。
2008年6月10日、全日本プロレスの「武藤祭」において西村修、松田納とのユニット「オサム軍団」として参戦。
2010年2月22日、IGFプロレスリング「アントニオ猪木50th Anniversaryスーパーレジェンドマッチ」に参戦、藤波辰爾と組み初代タイガーマスク、藤原喜明組と対戦（結果は15分引き分け）。これが木戸の現役最後の試合となった。
2020年2月28日のプロレスリング・マスターズ後楽園大会のリング上の師・アントニオ猪木に挨拶し、これが木戸の公的な最後の表舞台になった。坂口征二によると、木戸も2022年3月1日に日本武道館で行われた「新日本プロレス旗揚げ50周年セレモニー」に声を掛けたが参加しなかったという。
晩年は長くガンを患っており闘病中であったが2023年12月11日、木戸は容態が急変して横須賀市内の病院へ救急搬送されたあと、同日に死去した。73歳没。

## 得意技
カール・ゴッチ源流のサブミッションを武器に周りの状況がどんなに変わろうと、対戦相手が誰であろうと自身のスタイルを貫き通した。木戸のそのこだわりぶりは、ボディスラムやブレーンバスターなどの汎用的な技でさえあまり使用することはなかったほどでもあった。
脇固め
木戸の脇固めはうつぶせ状態の相手の片腕を肩の付け根付近で脇に挟んでアーム・バーに固め、肩を支点にテコの原理で肩と肘関節を極める。新日本〜UWFと盟友だった藤原と共に随一の使い手で知られ、どんな体勢からでも一瞬でこの技に切って落とす仕草が最大の見せ場でもあった。時に直角にもなるそれは高角度脇固めとも呼ばれた。
キド・クラッチ
木戸のオリジナル技で、フォール率が極めて高い。ボディスラムやサイドスープレックスなどを仕掛けてきた相手に対して相手に背中を向けた状態から片腕と片足を捕らえ、背中越しにエビ固めに捕える。相手が屈んだ状態のとき脇固めを仕掛け、前転で逃れようとした相手に仕掛けるなど切り返しのバリエーションが数多く存在する。この技でIWGPタッグ選手権試合で木村を相手に初披露し、この技で第2代王者となった。
スイング式ネックブリーカー
ロープに振られ、ショルダースルーを狙った相手が屈んだ所を蹴り上げてこの技に移行するのがパターンの一つであった。
木戸のこの技を指す場合はネックブリーカー・ドロップと呼称されることがほとんどであったが、厳密には間違いである。（詳しくはそれぞれのリンク先を参照。）
キド蹴り
正面から足の外側で相手の胸や腹を下から蹴り上げる技。つま先で腹を蹴るトーキックとは違い、反則では無い。しかしながら、通常のトーキックも木戸が放つとこう呼ばれていた。
ドロップキック
下から突き上げるようなフォームに定評があったが、UWF参加以降は関節技が注目されたため、影が薄くなってしまった。
ダイビング・ニー・ドロップ
凱旋帰国後の1970年代前半に使用していた技であり、滞空時間の長い美しいフォームで放った。木戸の場合は、反面トップロープに登り慣れていない仕草を見せることもしばしばあった。
エルボー・スマッシュ
木戸が若い頃から愛用していた打撃技で、主に繋ぎ技として用いた。

## タイトル歴
新日本プロレス
- 第2代IWGPタッグ王座（パートナーは前田日明）

プロレス大賞
- 功労賞（2001年）

## 入場テーマ曲
ブルー・インパルス（タイト・ロープ：LP新日本プロレス・スーパーファイターのテーマに収録）
当時は現在の様にほとんどの選手の入場で曲がかかる訳ではなく、テレビ中継がある試合を中心にかかる程度だったため前座で組まれることがある木戸の試合では、テーマ曲が省略されたり自分より上位のタッグパートナーの曲が優先され、テレビ中継や会場でもかかることがほとんど無かった。
BLACK-RIDER（都倉俊一グランド・オーケストラ）
元々は、1979年の映画「夢一族 ザ・らいばる」（久世光彦監督）の劇中音楽で、同時期のテレビ番組「ビッグベストテン」（フジテレビ系列）でもテーマ曲して使われた。一時期「CBCレースガイド」のBGMに使われていた。

## エピソード
- 兄の木戸時夫も1963年、日本プロレスに入門したプロレスラーだった。時夫は練習中の事故で脊椎を損傷してしまい、志し半ばでリングを去った後に闘病生活を送っていたが1977年7月20日に亡くなった。闘病生活を送る兄を見守るうち、「叶えられなかった兄の夢を自分が叶える」と志すようになる。このことは、引退セレモニーの席まで木戸の口から明かされることはなかった。
- 日本プロレス時代は川崎市の実家から道場に通っていた[3]。
- 「練習の虫」であり、コーチをしている時も千回単位のヒンズースクワットなどを無言で長時間に渡って淡々とやるために、現役の選手は「コーチがこれだけやるのだから」と精神的プレッシャーになったという。
- 1982年、プロレス誌「月刊ビッグレスラー」（立風書房）内のベストバウトを語るコーナーにて木戸は、試合を指定せずに「藤原（喜明）との試合は、タッグでもシングルでも兄が見て誉めてくれていた」と語った。
- 1984年、NHKの美術番組で木戸の描いた油絵が展示された。
- ゴッチが木戸を認めるように、木戸もゴッチに対して心酔に近い感情を持っていた。第1次UWFに移籍した際も雑誌のインタビューで理由を「ゴッチさんに誘われたから」とコメントしていた。また第2次UWFへ新日より移籍する選手が続いた頃、記者に「木戸さんは行かないのか？」と聞かれた際に「ゴッチさんがいないから」（当時、佐山聡のスーパータイガージムに指導にいったことが原因でゴッチは第2次UWFの顧問から外れていた。）と移籍しない理由としてコメントしたことがのち週刊プロレスで紹介されている。
- 娘が2人いる。長女の木戸愛（めぐみ）は神奈川県で生まれ、東北高等学校ゴルフ部出身で2006年には全国高等学校ゴルフ選手権の優勝メンバーとなった。2008年にプロゴルファーとなり、2012年のサマンサタバサレディースでプロ初優勝を飾った。